# Shar pei
A shar pei, más néven kínai harcikutya egy ősi kutyafajta.

## Eredete
Kínai fajta; évszázadok óta él az ország déli tartományaiban, a Dél-kínai-tenger mellett. Valószínűleg már a Han-dinasztia idején is ismerték. Kőből készült szobrocskái ma is ott őrzik a sírokat a régi kínai temetőkben. Egy időben a fajta majdnem teljesen kipusztult, mert az állam csillagászati adókat vetett ki rá, hogy csak a leggazdagabb, legelőkelőbb körök tarthassák. Szerencsére 1971-ben egy amerikai szaklapban cikk jelent meg a shar pei-ről, ez felkeltette a tenyésztők érdeklődését, s mozgósította őket, hogy a fajtát megmentsék a kipusztulástól.

## Testfelépítése
A shar pei tömzsi megjelenésű kutya lejtős vállal, széles és mély mellkassal. Hátvonala vízszintes és erős. Többféle farokkal is ismert, leggyakoribbak a csavarfarkú és a gyűrűsfarkú egyedek. Lábcsontjai kifejezetten erősek. A shar pei mancsai kicsik, lábujjai ívesek. Nyaka erős, izmos, alul laza bőrrel, de lebernyeg nélkül. A lapos koponya a testhez képest viszonylag nagy. Homlokán feltűnő ráncok vannak, de a látását nem akadályozzák. A viszonylag vaskos fülek olyan kicsik, amennyire csak lehet. A fülek a koponya közelében lógnak, hegyük a szem felé mutat. A felmeredő és félig felmeredő fül elfogadható, de nem kívánatos. Mélyen ülő szemek mérsékelten nagyok és mandula vágásúak, a bőr, a ráncok vagy a szőr nem takarhatják el őket. A shar pei harapása ollószerű. A kölyköknek az egész testük ráncos, de a felnőtt kutyáknál már csak a homlokon és a vállon megengedettek a redők. A shar pei azt jelenti: homokbőr. A szőrzet igen rövid, érdes tapintású, sörteszerű, aljszőrzet nincs. Megengedett színei az egyszínű fekete, kékesfekete, rozsdabarna fényű fekete, barna, vörös és őzbarna. Krémszínű szőrzet is előfordulhat, de azt nem értékelik nagyra. A nyelv és az íny lehetőleg kékesfekete kell, hogy legyen. A világosabb szőrű kutyák pigmentációja rózsaszín vagy foltos. A szemek sötétek.

## Jelleme
A shar pei mozgékony, barátságos és játékos kutya, de olykor akaratos és hatalmaskodó is lehet. A gazdájával és családjával szemben odaadó, de az utasításoknak nem hajlandó szolgai módon engedelmeskedni, és arra sem hajlandó, hogy a gazdájától függőnek mutatkozzon. Figyelmes és szükség esetén megvédi a családját, de nem agresszív és nem is eltúlzottan éber. Általában nyugodt, józan, kiegyensúlyozott kutya benyomását kelti. Nem ugat sokat. A shar pei általában az ismeretlenekkel is barátságos, bár eleinte kissé tartózkodó lehet velük szemben. Jól kijön a gyerekekkel, ha azok tisztelettel bánnak vele. A jól szocializált shar pei békésen együtt tud élni a macskákkal és más háziállatokkal, de a más kutyákkal való együttlét olykor gondokat okozhat – ez azért van, mert a fajta alapvetően harcias természetű.

## Méretei
- Marmagasság: 41–51 cm
- Testtömeg: 16–25 kg
- Várható élettartam: 10-12 év

## Megjegyzés
Minden kutyakölyök elragadó, de a puha, ráncos bőrű kis shar pei különösen az. Az apró, ráncos állatka következetes és egyértelmű tanítása nem könnyű feladat a gazdája számára. Nagyon fontos azonban, hogy a kölyök erőteljes felnőtté fejlődjön, erős, magabiztos természettel. Ha a shar pei nem érzi egyértelműen, hogy ki a vezető, úgy dönthet, hogy magához ragadja a család feletti uralmat. Ezért tehát olyan személynek kell nevelnie, aki következetes, kitartó és különösen egyértelmű jelzésekre képes. A megfelelő főnök munkájának eredménye egy engedelmes kutya, amely jó néhány parancsot ismer, és azokat teljesíti is. Tudni kell azonban, hogy a shar peinek nem természete a gazdájának való engedelmesség, ezért az utasítások követésének számára is előnyösnek kell lennie. Ha jó magaviseletét megjutalmazzák – például némi élelemmel –, akkor gyorsan fog tanulni. A shar pei az olyan emberek számára ideális kutya, akik valami szokatlanra vágynak. A fajta a sportokban általában nem nyújt jó teljesítményt, a kiállításokon viszont annál népszerűbb.

## Képek

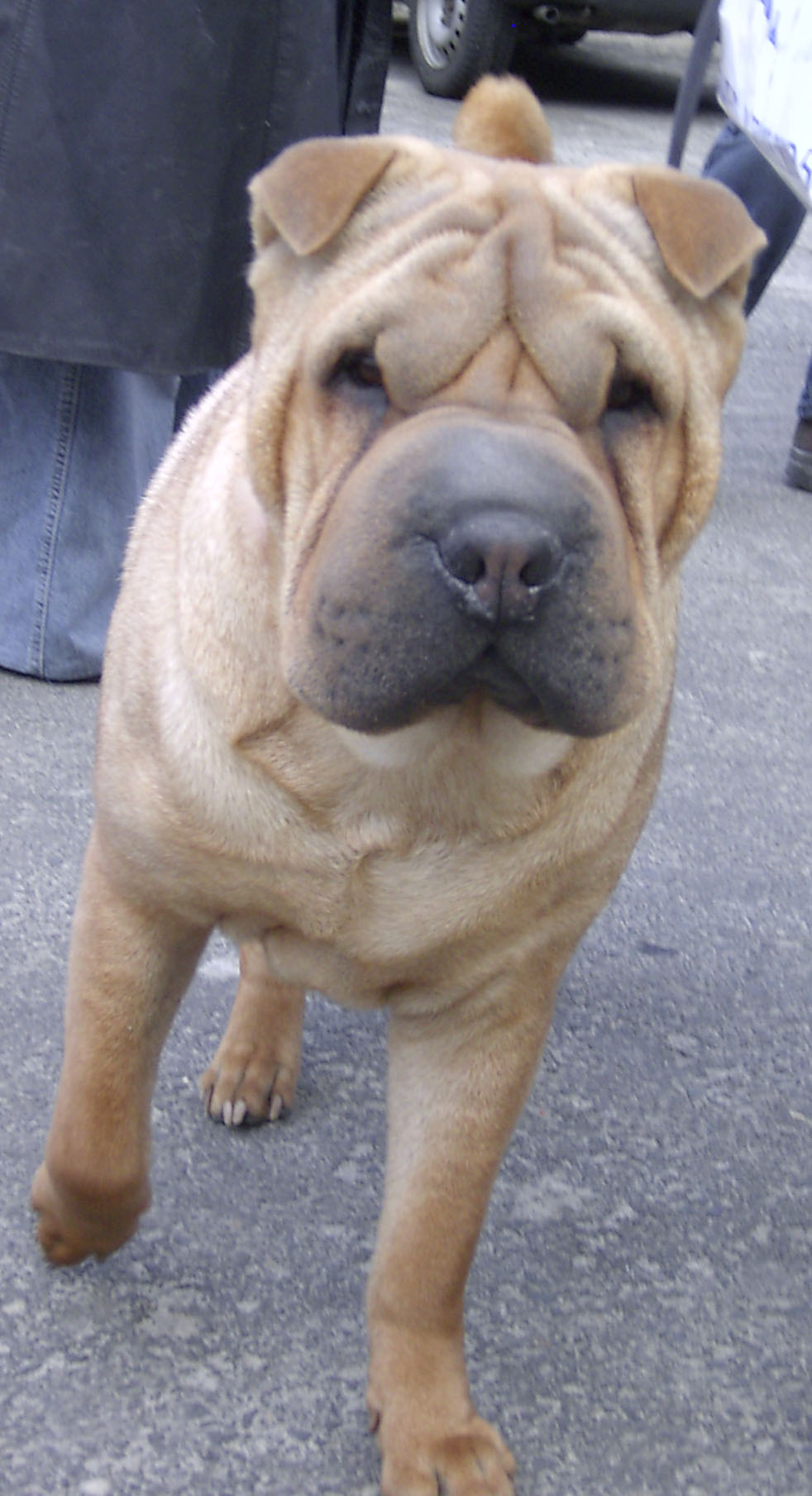
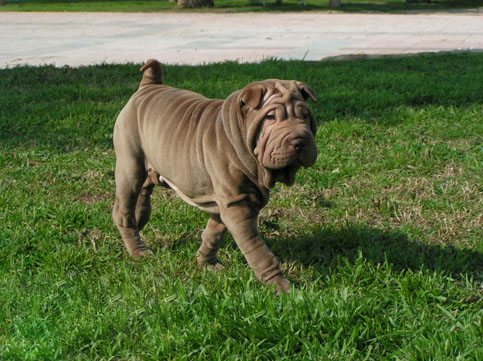
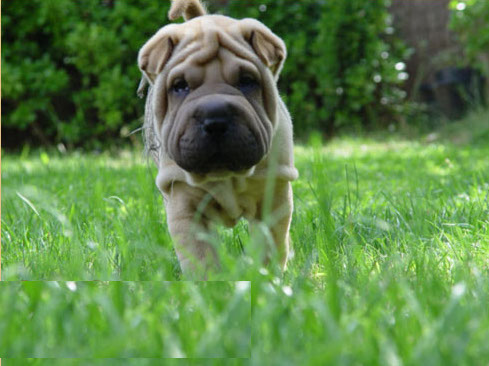
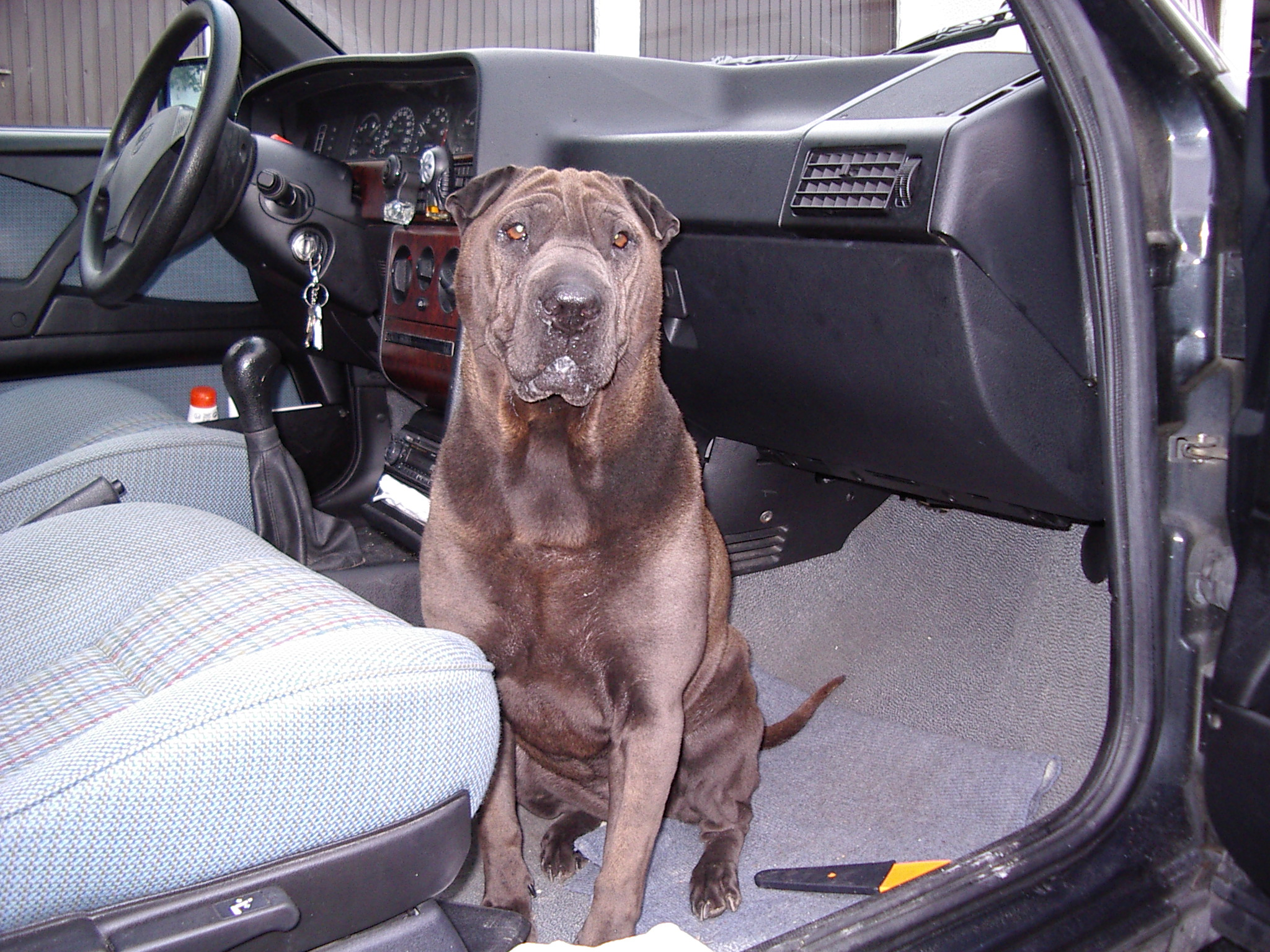
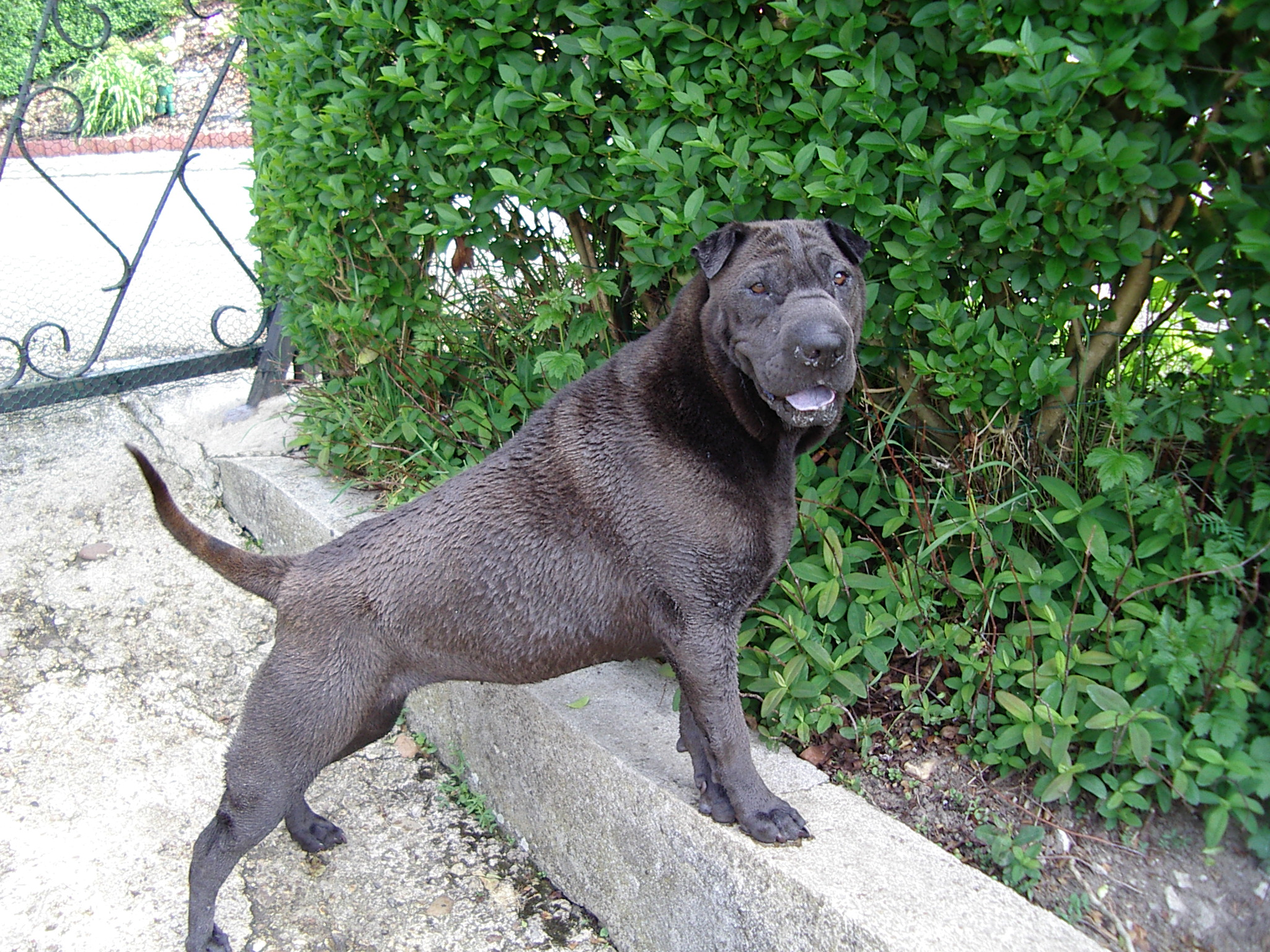
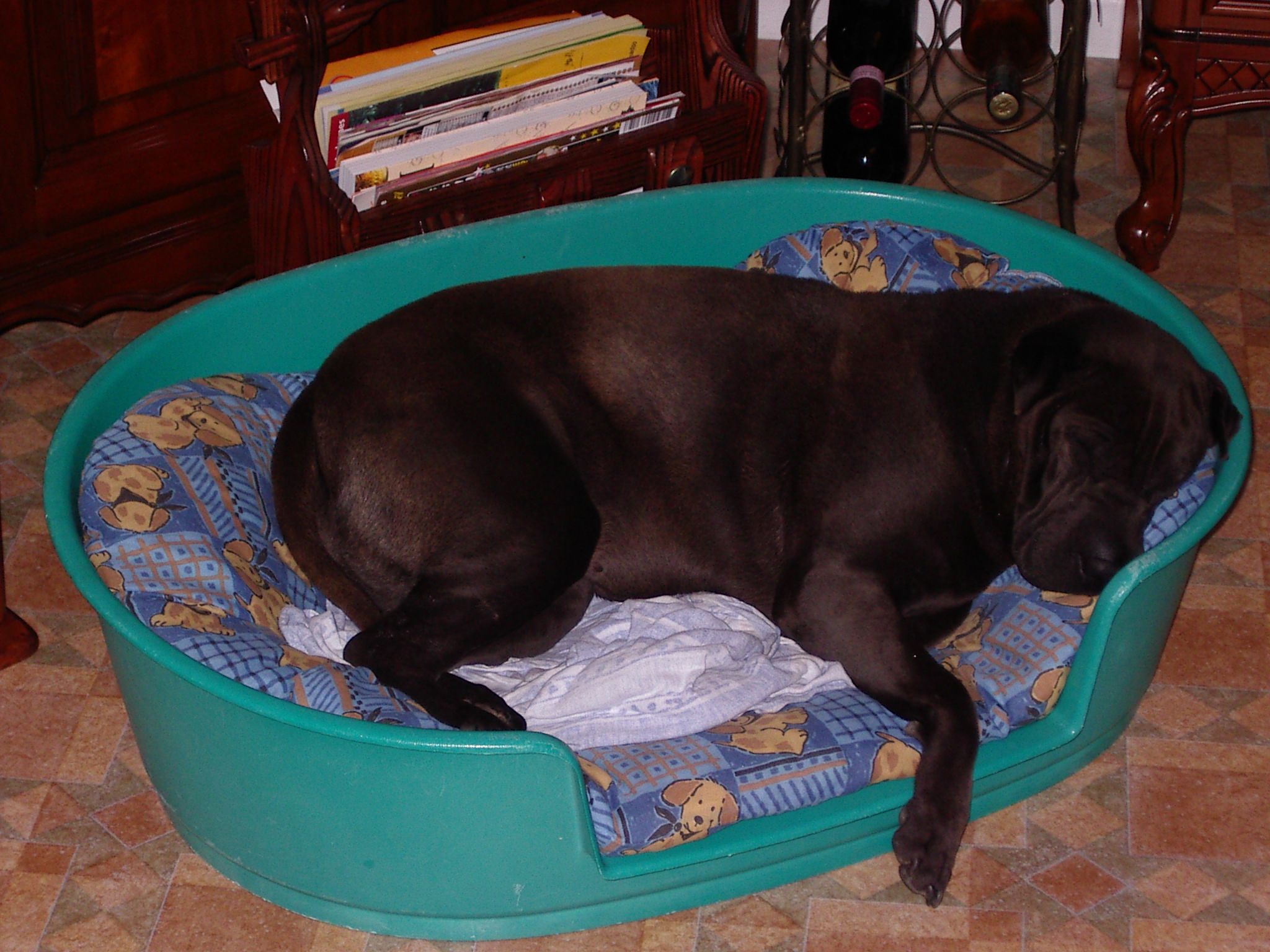
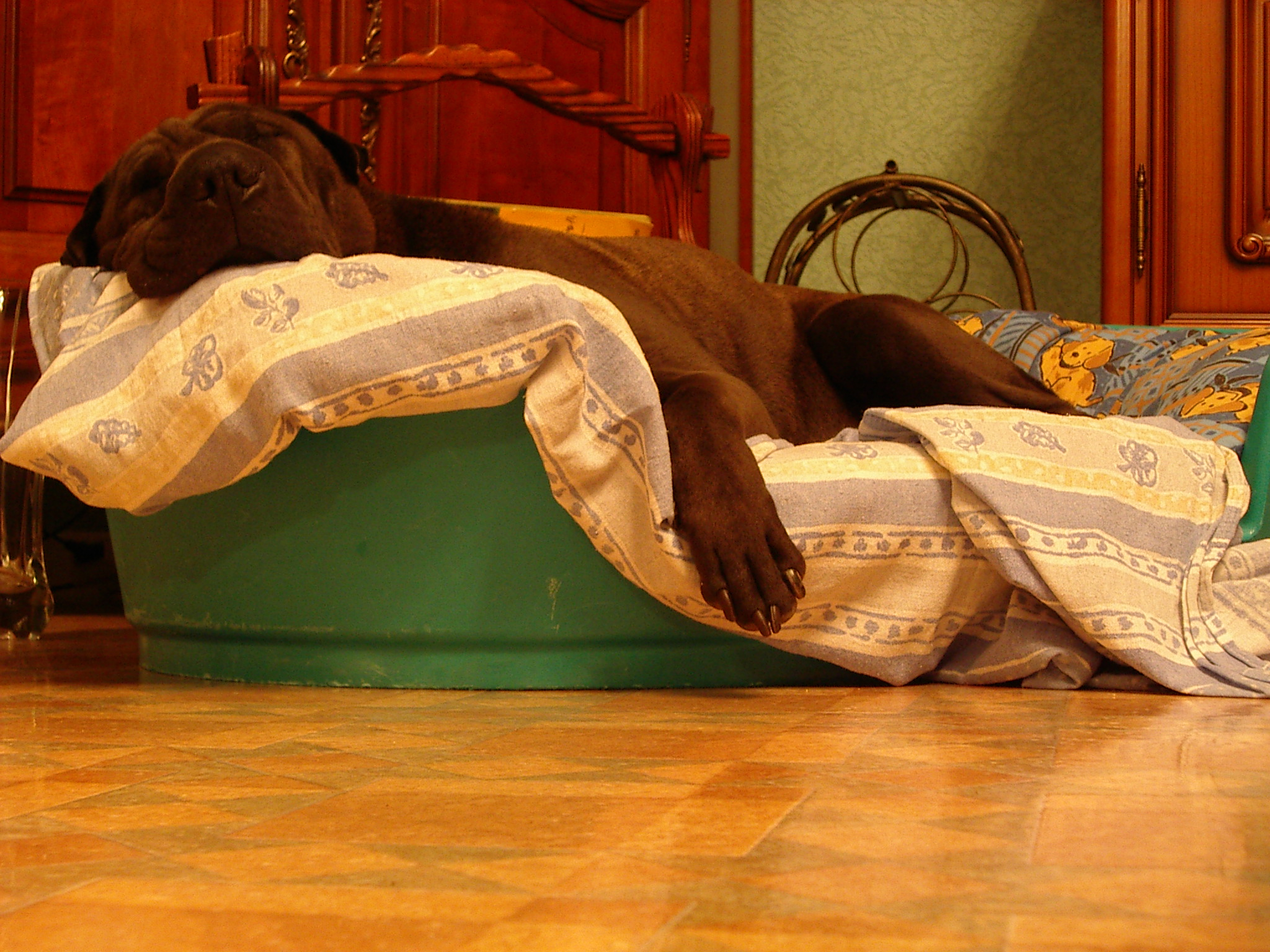
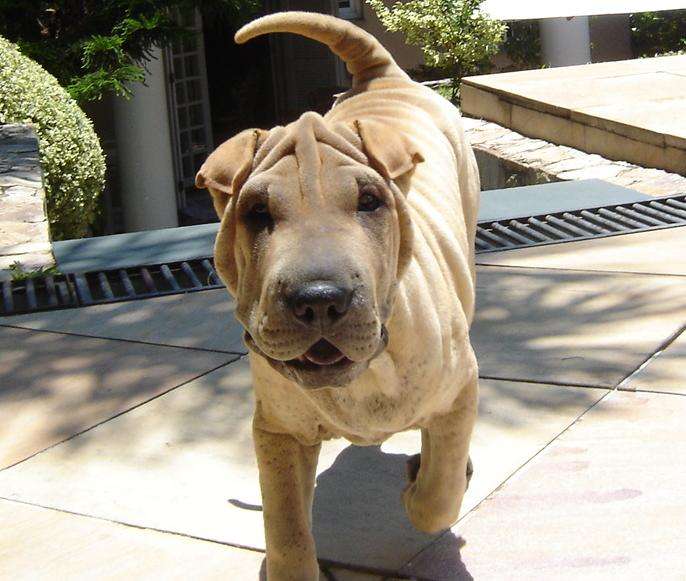
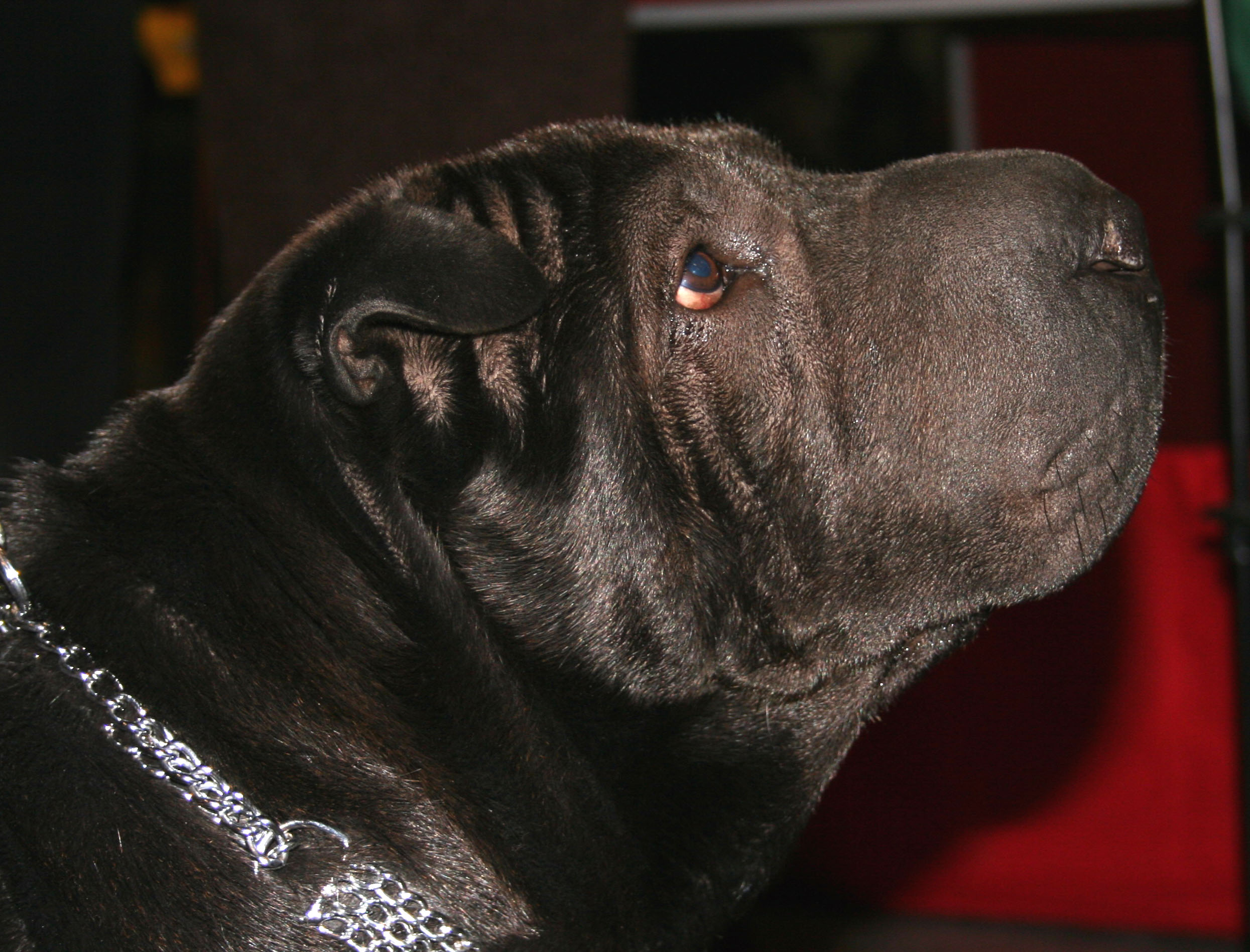
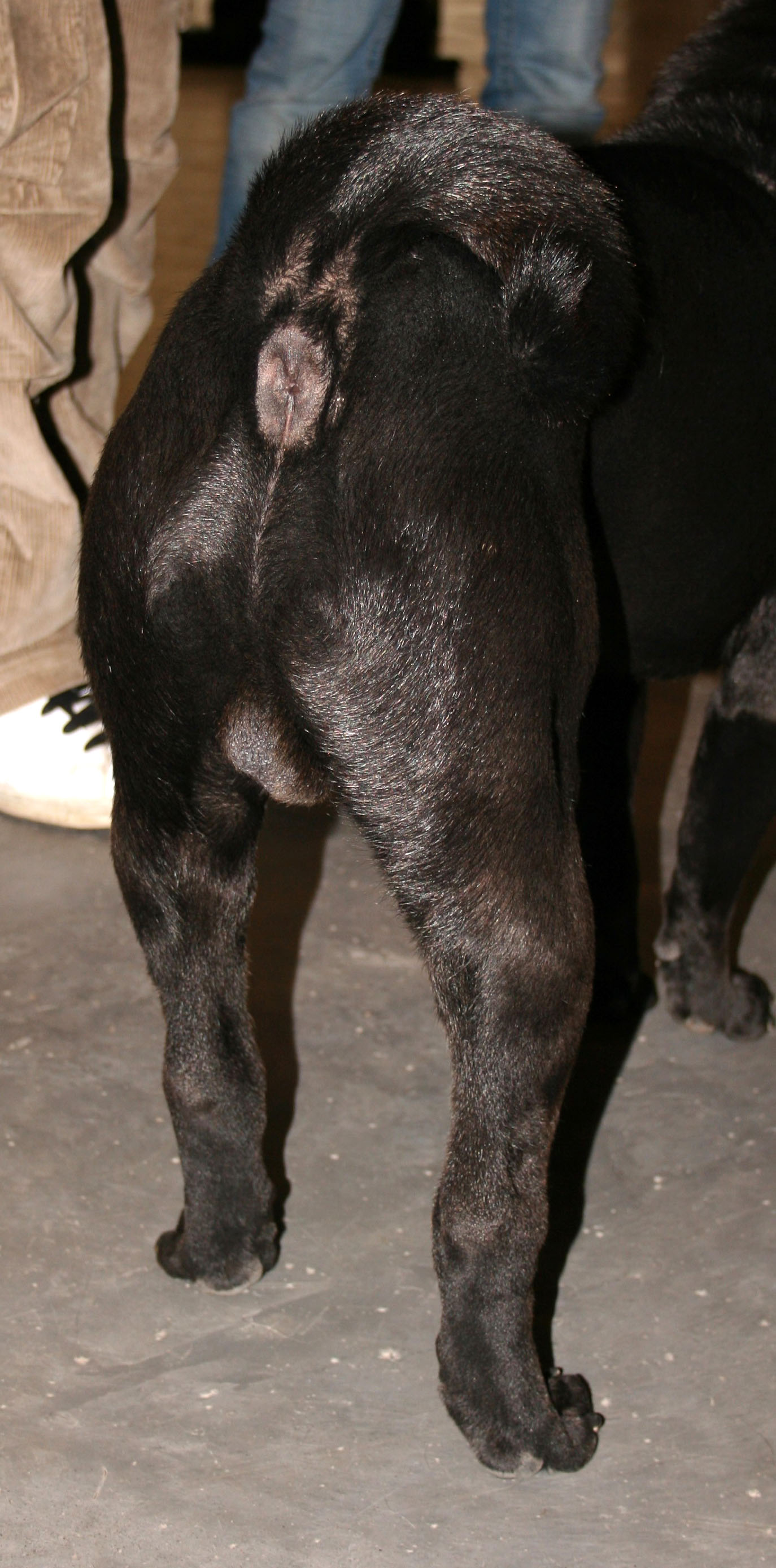
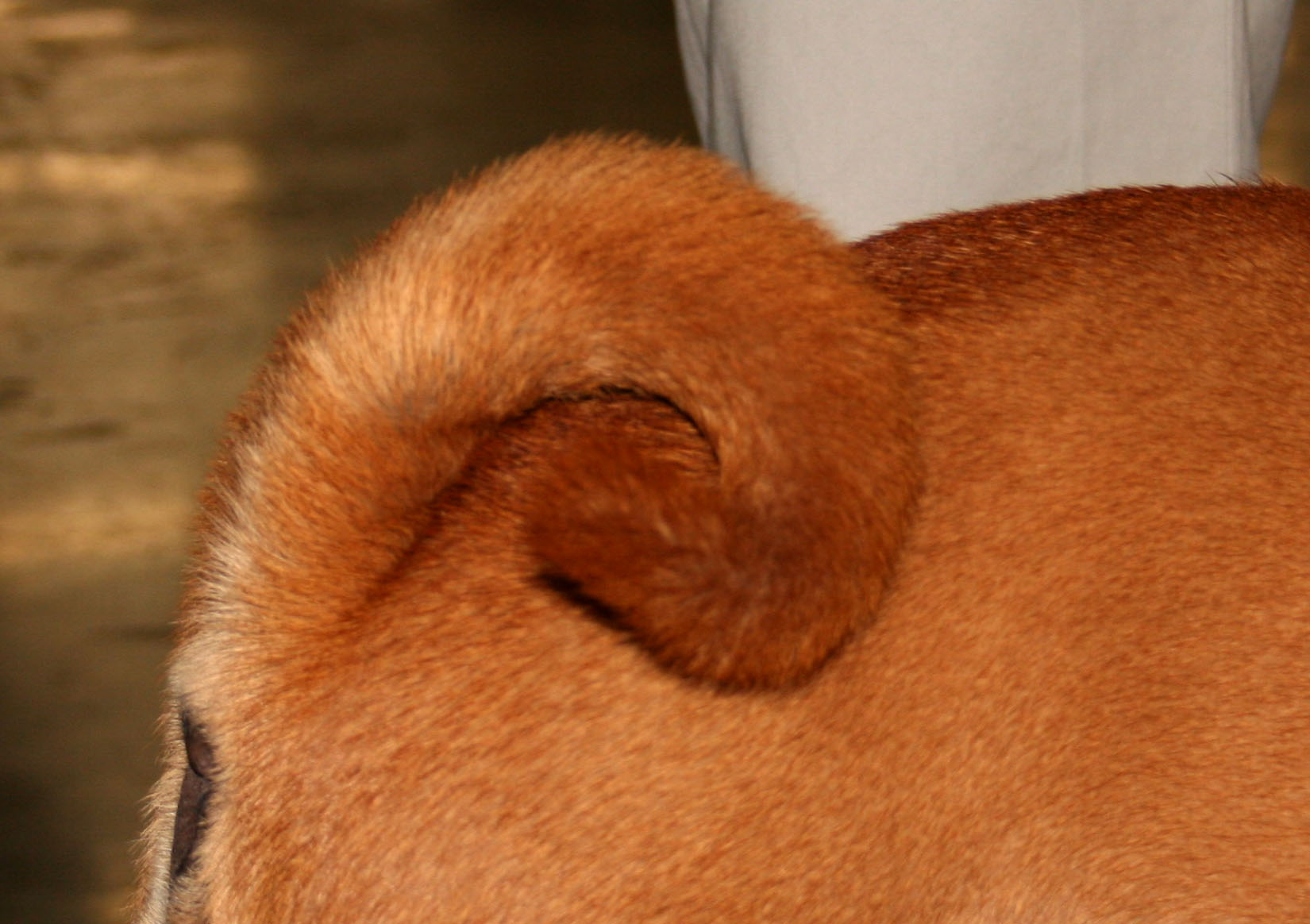
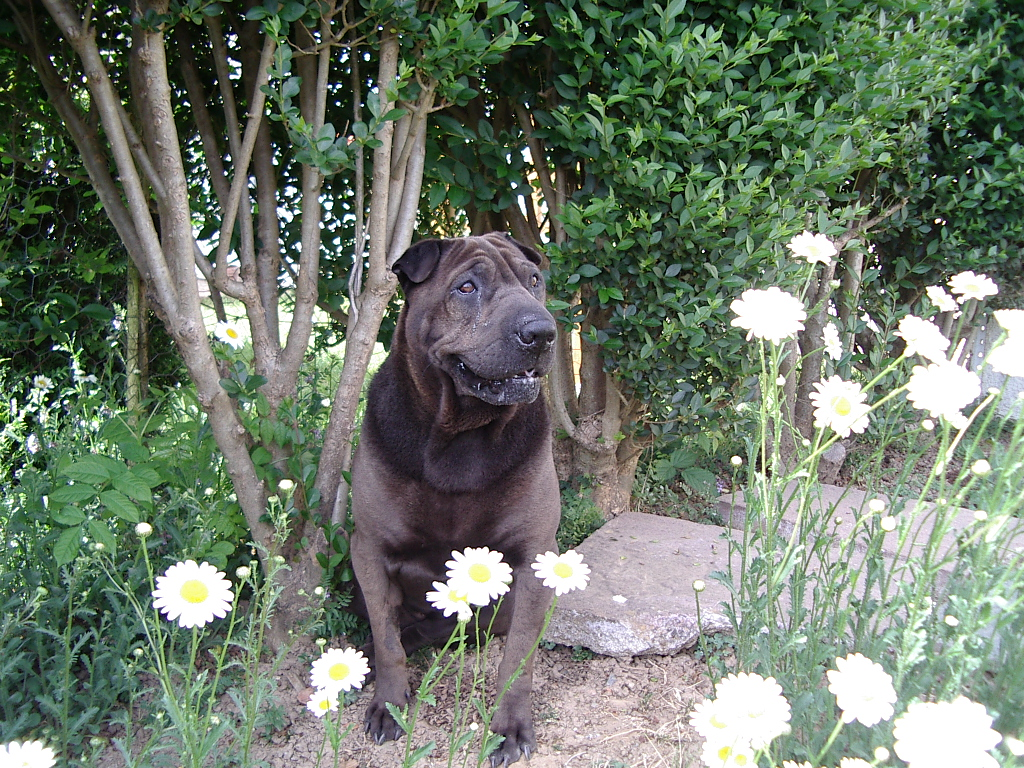